# Ultraaricia minoratissima
Ultraaricia minoratissima är en fjärilsart som beskrevs av Ruggero Verity 1938. Ultraaricia minoratissima ingår i släktet Ultraaricia och familjen juvelvingar. Inga underarter finns listade i Catalogue of Life.